# Marek Chodkiewicz
Marek Chodkiewicz (ur. 27 kwietnia 1952 w Gdańsku) – polski menedżer, kontroler, inżynier i urzędnik państwowy, w latach 2017–2018 podsekretarz stanu w Ministerstwie Infrastruktury i Budownictwa, a w latach 2018–2019 w Ministerstwie Infrastruktury.

## Życiorys
Absolwent Wyższej Szkoły Inżynierskiej w Koszalinie (specjalność konstrukcje budowlano-inżynierskie), a także podyplomowych studiów z zarządzania w administracji publicznej w Wyższej Szkole Przedsiębiorczości i Zarządzania im. Leona Koźmińskiego i z zarządzania w Szkole Głównej Handlowej. Uzyskał uprawnienia do wykonywania samodzielnych funkcji technicznych w budownictwie. Ukończył aplikację kontrolerską w Najwyższej Izbie Kontroli, jak również szkolenia z prowadzenia inwestycji w oparciu o PRINCE2 i FIDIC.
Od 1979 do 1994 był związany z firmami budowlanymi jako inżynier, prowadził także własne przedsiębiorstwo. Od 1994 do 1997 pozostawał wicedyrektorem biura kontroli w Telewizji Polskiej, zaś od 1997 do 2001 – dyrektorem Gospodarstwa Pomocniczego w Kancelarii Prezesa Rady Ministrów. Od 2002 do 2004 wicedyrektor Departamentu Gospodarczego Najwyższej Izby Kontroli. Od 2004 do 2006 dyrektor Biura Administracyjno-Gospodarczego Urzędu Miasta st. Warszawy, następnie do września 2006 koordynator w tej instytucji W latach 2006–2007 był wiceszefem Służby Wywiadu Wojskowego, następnie do 2016 dyrektorem generalnym NIK. W 2016 został dyrektorem Biura Realizacji Inwestycji Majątkowych w PKN Orlen, gdzie odpowiadał m.in. za budowę 2 elektrowni gazowo-parowych.
4 października 2017 objął stanowisko podsekretarza stanu w ministerstwie Infrastruktury i Budownictwa, odpowiadając za drogi, transport drogowy i lotnictwo. Po reorganizacji w styczniu 2018 roku przeszedł na analogiczne stanowisko w Ministerstwie Infrastruktury. W marcu 2019 odszedł z rządu w związku z przejściem na emeryturę.
Odznaczony Krzyżem Kawalerskim (2023) Orderu Odrodzenia Polski.